# Thimphu-Chörten

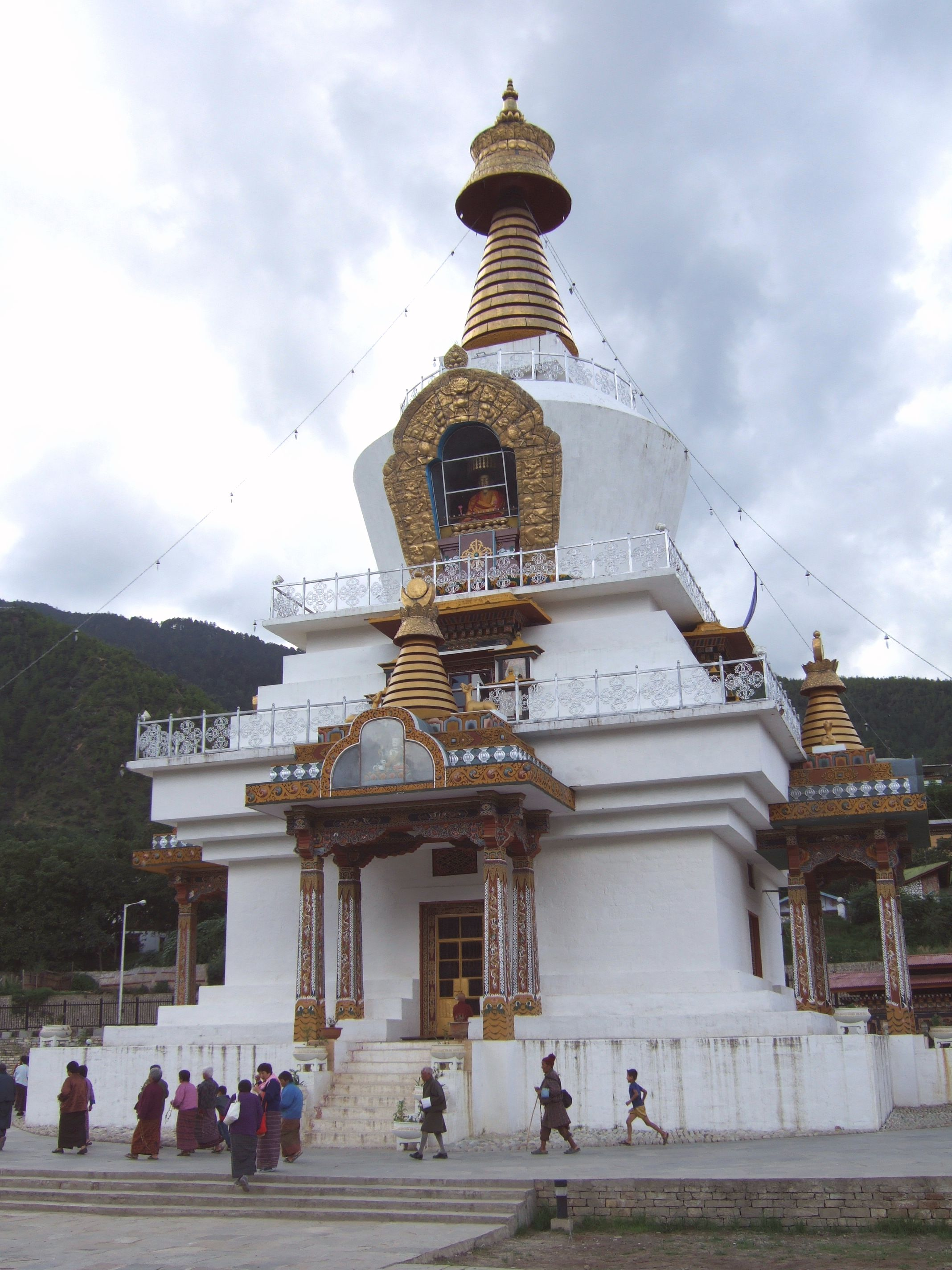
Thimphu-Stupa, Vorderansicht

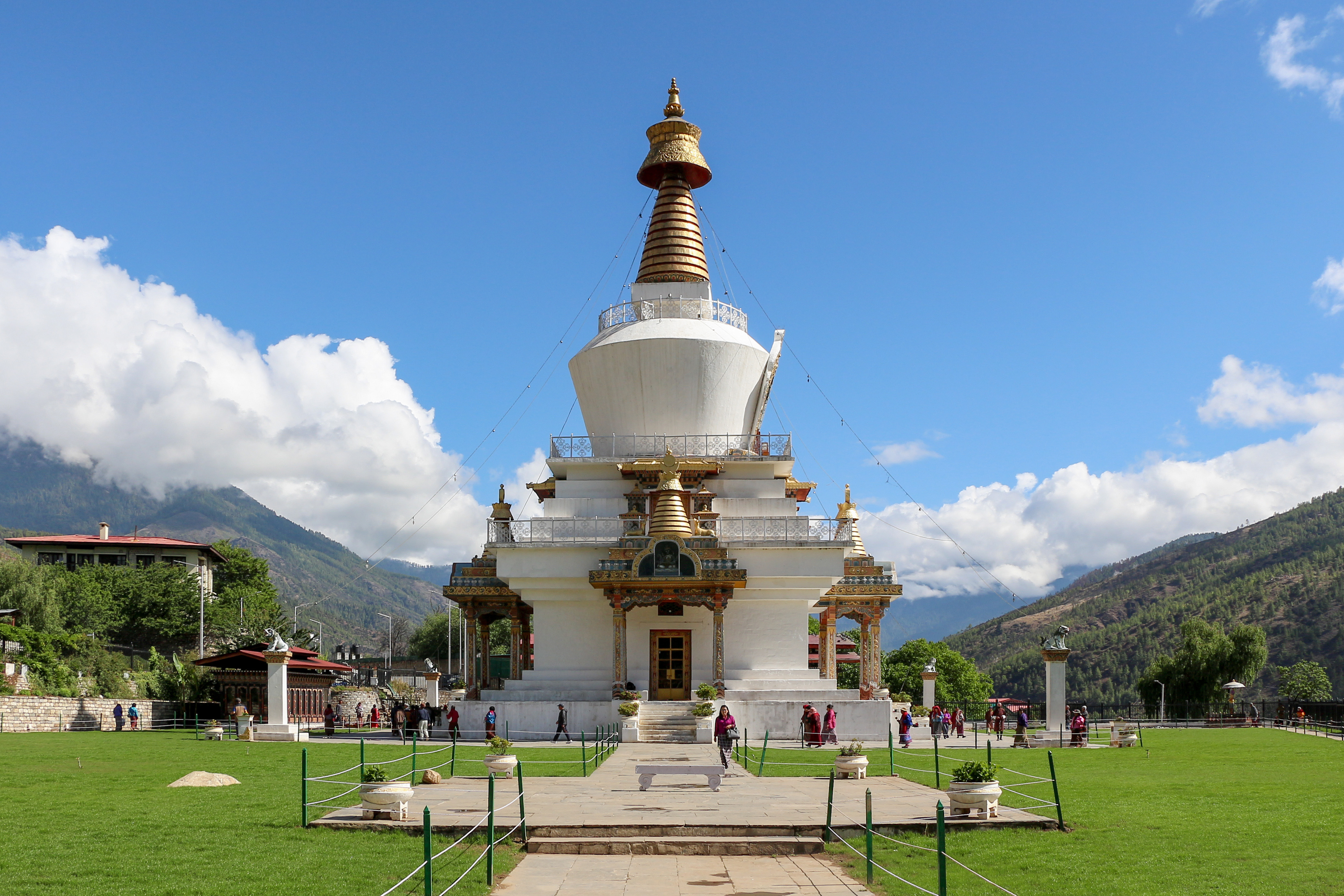
Thimphu-Stupa, Seitenansicht

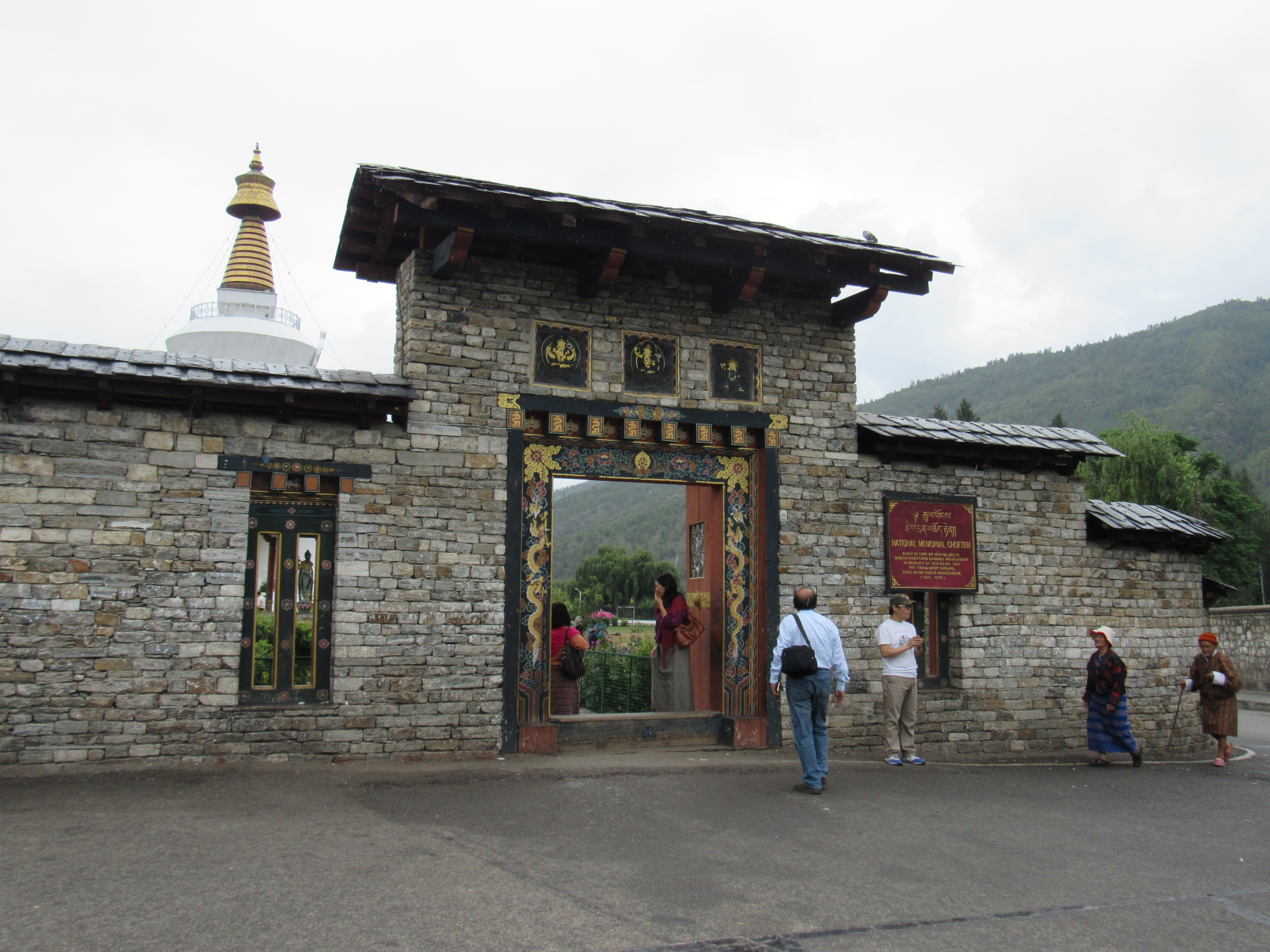
Eingang zum Thimphu-Chörten

Der Thimphu-Chörten ist ein 1974 erbauter buddhistischer Chörten in Thimphu, der Hauptstadt des Königreichs Bhutan. Die Gedenkstätte wurde von Thinley Norbu Rinpoche, einem hohen buddhistischen Geistlichen, nach der Nyingma-Tradition des tibetischen Buddhismus entworfen.

## Geschichte
Der Thimphu-Chörten ist eine Gedenkstätte zu Ehren von Jigme Dorje Wangchuck (1928–1972), dem 3. Druk Gyalpo von Bhutan. Bauherrin war seine Mutter Ashi Phuntsho Choden Wangchuck. Der Thimphu-Chörten enthält keine menschlichen Überreste, die sonst bei Chörten meist beigefügt sind. Stellvertretend ist ein Foto von Jigme Dorje Wangchuck in zeremonieller Kleidung in einer Halle im Erdgeschoss ausgestellt. Der Kultbau wurde 1974 abgeschlossen und von Düdjom Rinpoche Jigdral Yeshe Dorje geweiht. Der Chörten ist ein prominentes Wahrzeichen der Stadt Thimphu, gilt mit seinen goldenen Verzierungen als sichtbarstes religiöses Wahrzeichen in Bhutan und wird von Gläubigen aus nah und fern ausgiebig besucht. Im Jahr 2008 wurde der Chörten umfassend renoviert.

## Architektur
Während die Vorläufer der Chörten, die frühen Stupas, überwiegend einem großen Grabhügel ähneln, ist der Thimphu-Chörten ein aufwendig künstlerisch gestaltetes Gebäude. Er symbolisiert Buddha. Seine Krone ist die goldene Spitze des Bauwerks. Das Gebäude ist sein Thron. Der Thimphu-Chörten steht auf einem leicht erhöhten, mehreckigen Fundament. Zugänglich für Besucher ist er durch den vorderen Haupteingang, zu dem neun Treppenstufen führen. Eine Rasenfläche umgibt den Chörten. In unmittelbarer Nachbarschaft stehen offene Hallen mit drehbaren bunten Gebetssäulen sowie kleine Tempel. Die drehbaren Gebetssäulen werden von den Gläubigen in großer Zahl aufgesucht.

### Außengestaltung
Der Chörten ist ein quadratisches weiß getünchtes Bauwerk mit einer ebenfalls weißen kreisrunden Kuppel sowie einer goldenen, konischen Dachkonstruktion und einer Spitze. Von der Spitze sind Schnüre in alle vier Himmelsrichtungen gespannt, die zu besonderen Anlässen mit bunten Gebetsfähnchen versehen werden. Die Friese der Fassade sind reich mit Holzschnitzereien und Bemalungen sowie mit weiteren Ornamenten und Dekorationen gestaltet. An allen vier Seiten befinden sich aufwendig verzierte, mit Baldachinen überdachte Vorbauten, die auf jeweils vier roten Säulen stehen. Sie tragen konische, goldene Spitzen sowie die Figuren einer Sonne und eines Halbmonds. Die einzelnen Bauteile symbolisieren die fünf gereinigten Elemente der buddhistischen Lehre: Die quadratische Basis repräsentiert die Erde, die Kuppel Wasser, der konische Turm das Feuer, der Halbmond Luft und die Sonne Weisheit.

### Inneneinrichtung
Die Inneneinrichtung des Thimphu-Chörten ist reich an Mandalas, kleinen Statuen, Schnitzereien und religiösen Gemälden. Im Erdgeschoss stehen vier Schreine mit unterschiedlichen Bildern des Jigme Dorje Wangchuck. Im östlichen Schrein befindet sich ein Buddha-Bild. Vom Erdgeschoss führt eine Treppe zu zwei weiteren Stockwerken, die jeweils ebenfalls vier Schreine enthalten. Eine große Anzahl von Holzschnitzereien zeigt hauptsächlich Szenen mit Schutzgottheiten. Die offene Terrasse im dritten Stock hat ein Schutzgeländer. Die Gemälde zeigen in erster Linie Darstellungen buddhistischer Gottheiten. Gemeinsam verdeutlichen die Exponate der drei Stockwerke die Lehren der Nyingma-Schule.

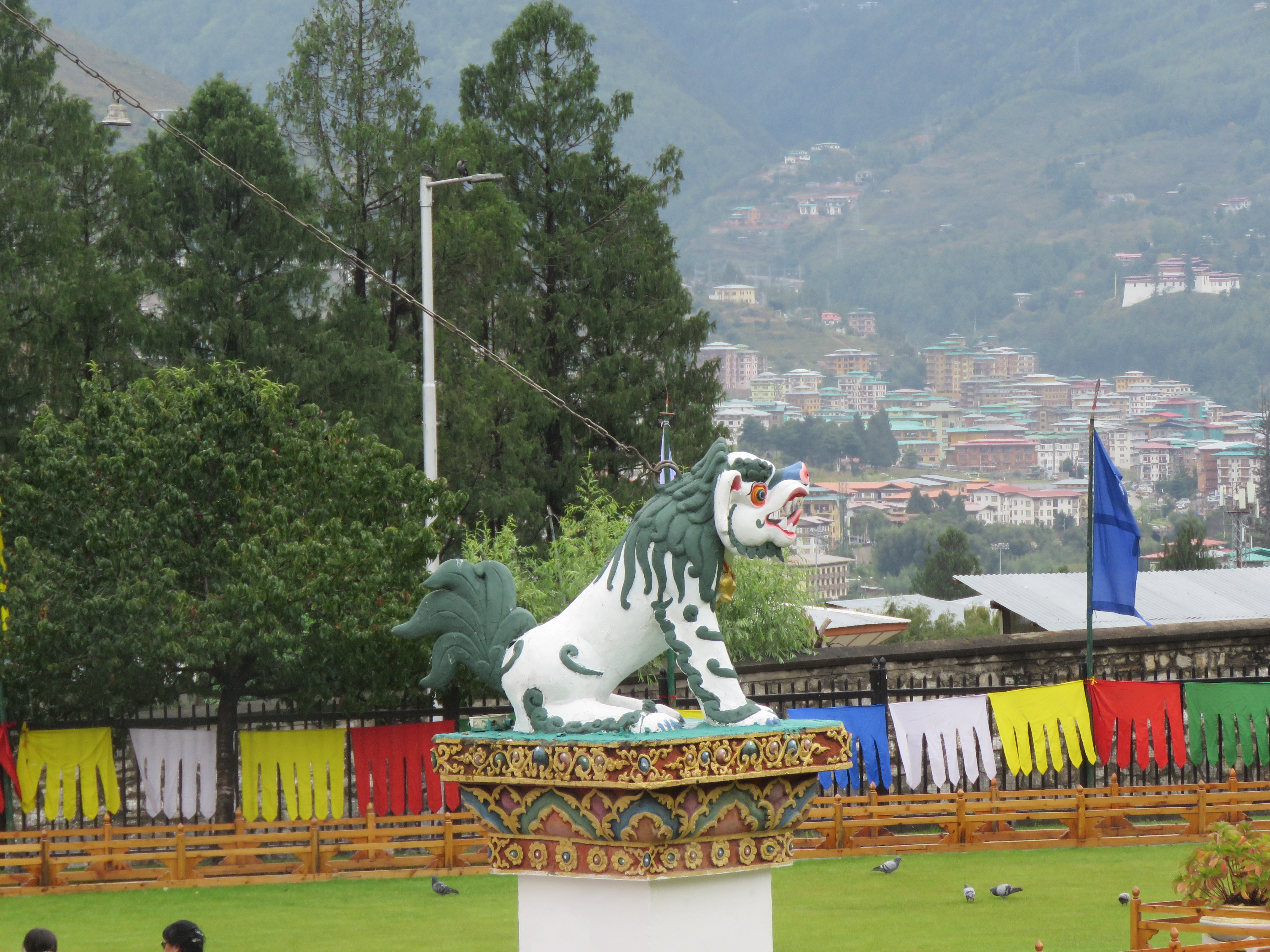
Steinlöwen
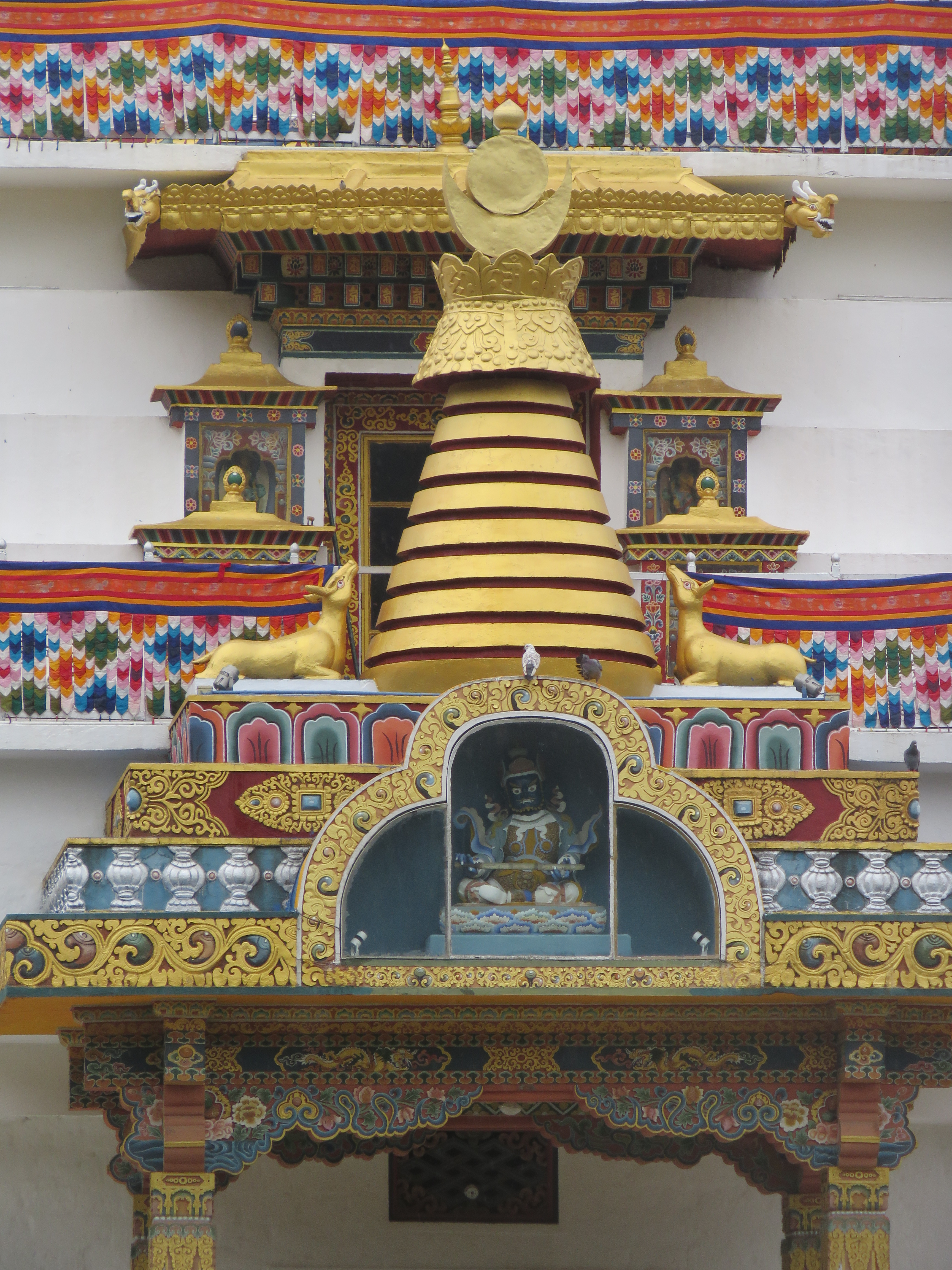
Symbole an den Seitenanbauten
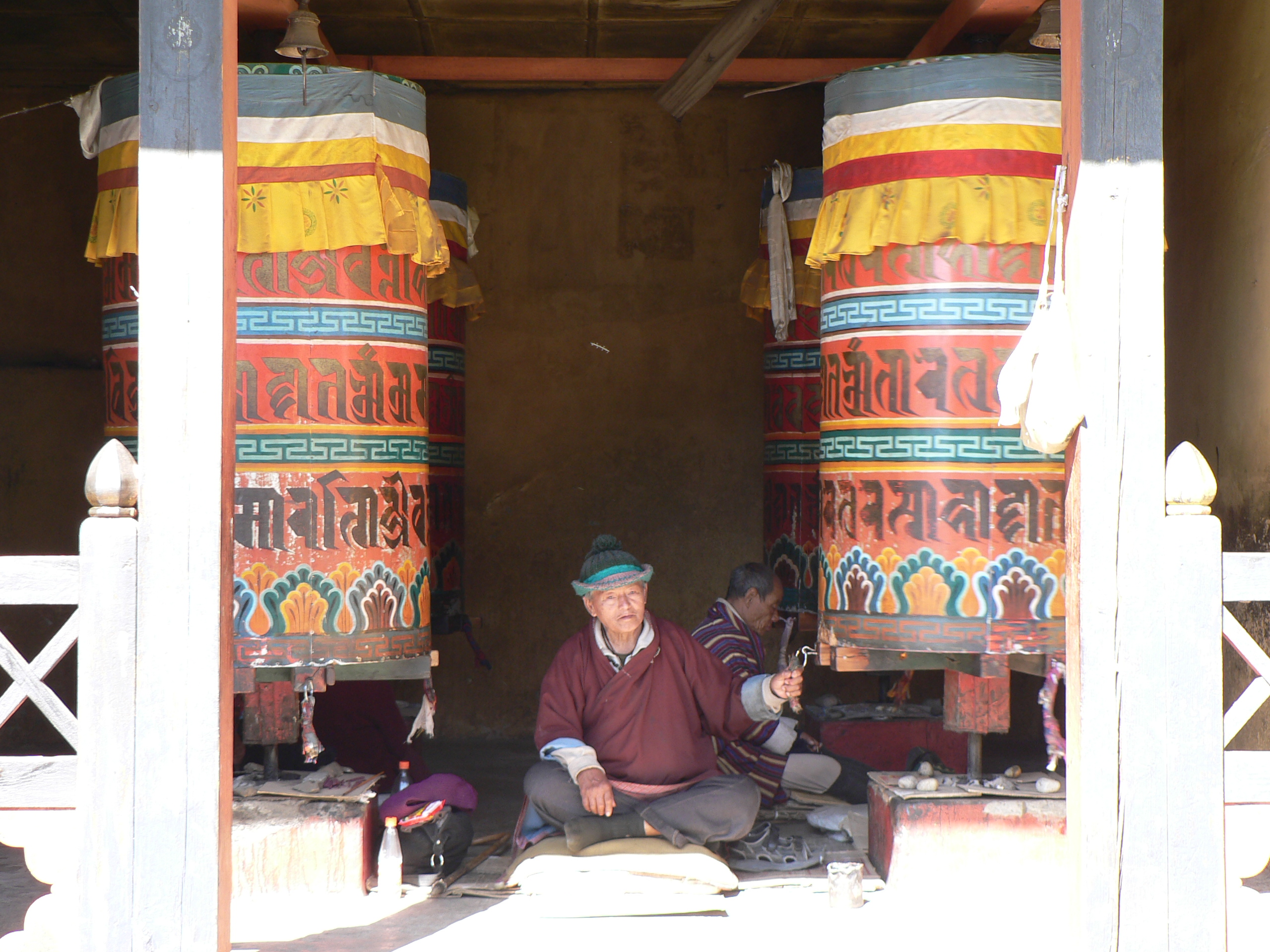
Bunte Gebetssäulen
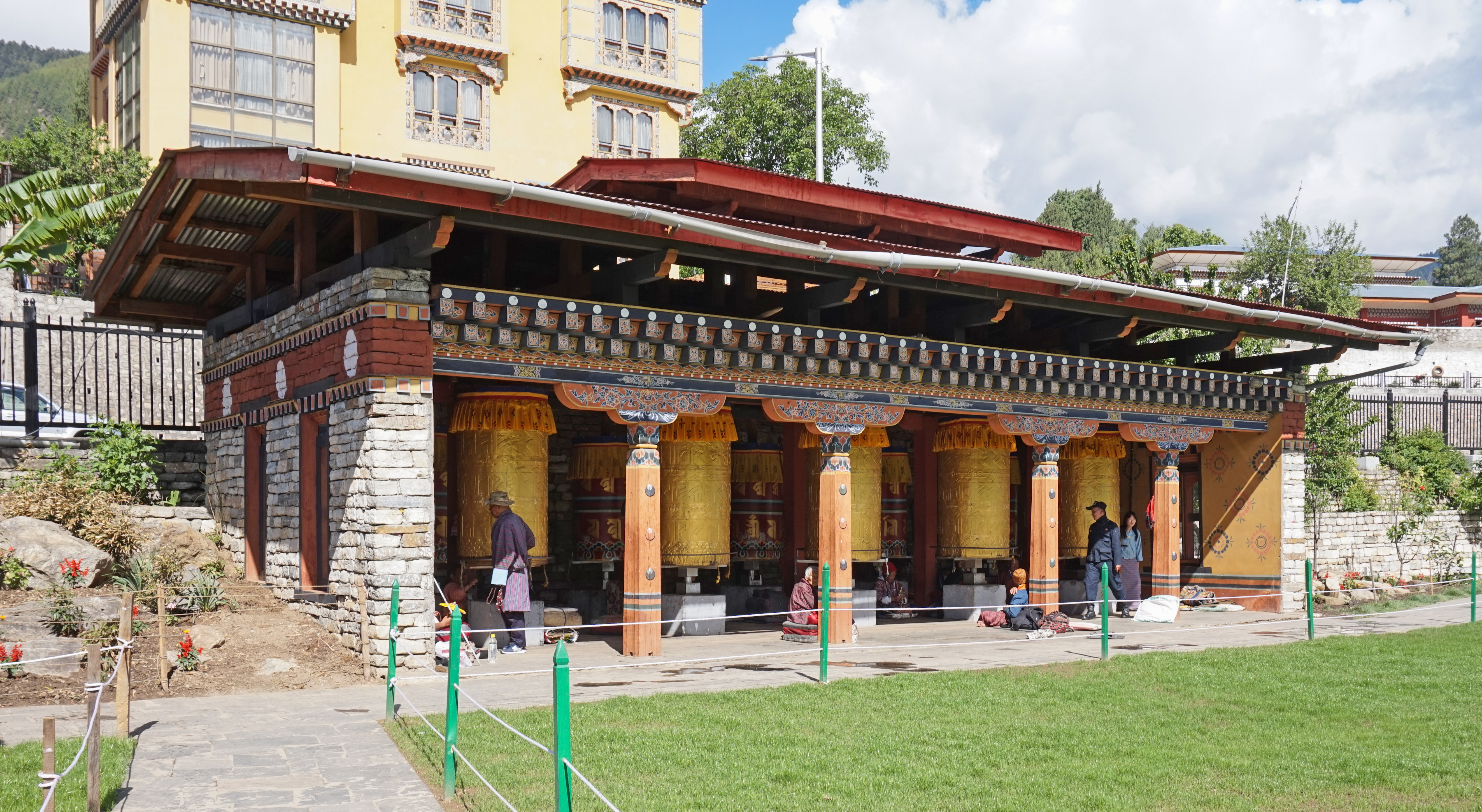
Halle mit Gebetssäulen
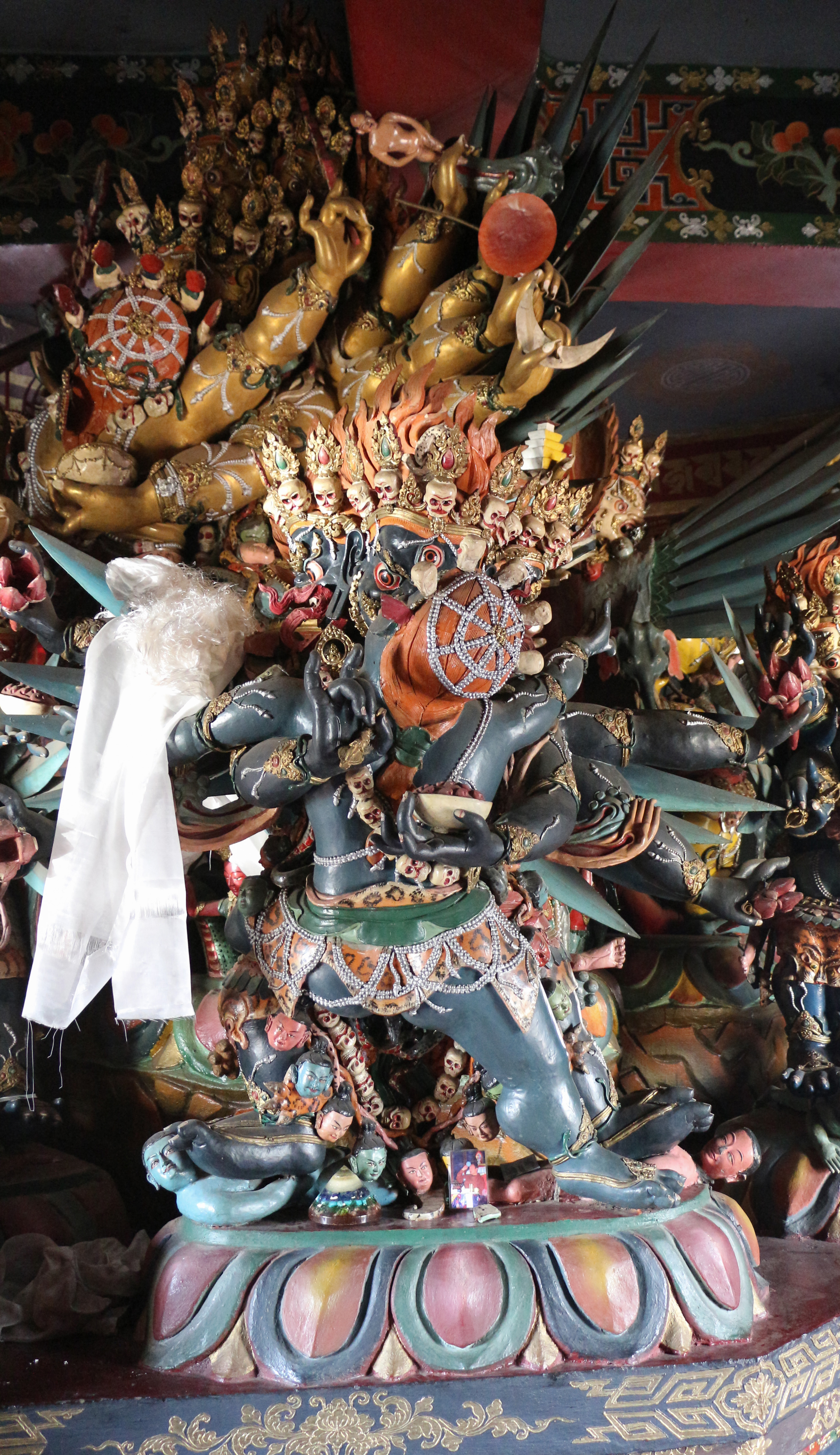
Innenskulptur

Das Gelände um den Chörten ist mit einer Steinmauer umgeben, an dessen Eingang eine rote Gedenktafel angebracht ist, die in goldenen Buchstaben folgende Inschrift trägt: „NATIONAL MEMORIAL CHOETEN / Built in 1974 by her Majesty , / Queen Phutscho Choden Wangchuck / in memory of her Royal Son / the Third Druk Gyalpo, / King Jigme Dorji Wangchuck / (1928 – 1972)“. In kurzer Entfernung zum Hauptgebäude stehen Stelen, auf denen steinerne Löwen sitzen und den Chörten bewachen.

## Festlichkeiten
Zu besonderen Feierlichkeiten wird der Chörten mit Blumen, bunten Fähnchen, Flaggen und Bildern ausgiebig geschmückt. Das Mönlam-Fest, die Feier des Großen Gebetes, findet einmal im Jahr kurz nach dem Tibetischen Neujahrsfest Losar am Thimphu-Chörten statt. Dabei segnet der Je Khenpo, das Oberhaupt der Zentralen Mönchskörperschaft, die Gläubigen, die sich zu diesem Anlass versammelt haben. Bei Festlichkeiten wird der Chörten stets im Uhrzeigersinn umrundet, wie es die Regeln für religiöse Strukturen in Bhutan vorschreiben. Der Grund für das Gehen im Uhrzeigersinn liegt darin, dass die heiligen Schriften, die die Lehre des Buddha predigen, von links nach rechts geschrieben sind.